# Teamsprint (baanwielrennen)

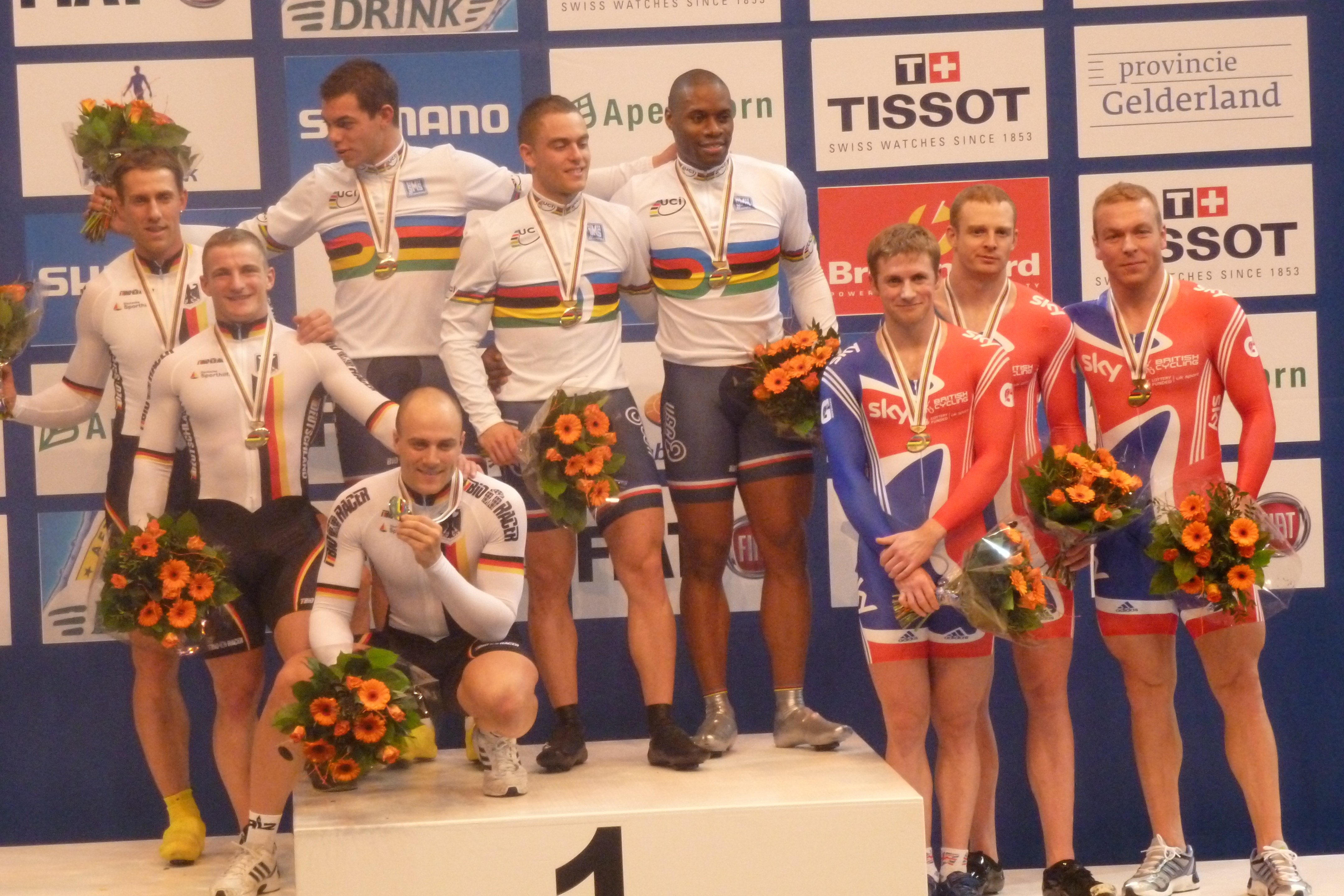
Podium van de teamsprint (mannen) tijdens het WK van 2011 in Apeldoorn

De teamsprint is een onderdeel van het baanwielrennen, ondanks de naam is het niet een conventioneel sprintonderdeel. In tegenstelling tot de sprint rijden de teams een soort tijdrit, waarbij een team bij de mannen uit drie renners en bij de vrouwen tot 2021 uit twee rensters bestond, vanaf 2021 ook drie rijdsters. Bij de teamsprint strijden twee ploegen in de baan tegen elkaar. De ploeg start met drie renners, waarvan elke renner steeds één ronde op kop fietst. 

## Opzet
Net als bij de ploegenachtervolging rijden er steeds twee teams tegelijk tegen elkaar, elk startend aan een kant van het velodroom. In de kwalificatie gaat het er nog niet om wie de rit wint, maar om wie de snelste tijd rijdt. 
Na de kwalificatie gaan vier teams door naar de finale, die twee verschillende opzetten kent. Bij wereldbekerwedstrijden en wereldkampioenschappen rijden de twee teams met de snelste tijden tegen elkaar voor goud. De twee andere teams rijden voor brons.
Bij de Olympische Spelen en het WK gaan de acht snelste teams door naar de tweede ronde, waarbij de twee snelste teams van die ronde naar de finale gaan en voor goud gaan strijden. De teams die als derde en vierde eindigen, strijden dan nog voor brons.

## Wereldrecords
| Geslacht                   | Namen                                                        | Tijd   | Datum           | Plaats |
| -------------------------- | ------------------------------------------------------------ | ------ | --------------- | ------ |
| Mannen 750m                | Nederland Roy van den Berg Harrie Lavreysen Jeffrey Hoogland | 40.949 | 6 augustus 2024 | Parijs |
| Vrouwen 500m (2 rijdsters) | China                                                        | 32.447 | 2 augustus 2012 | Londen |
| Vrouwen 750m (3 rijdsters) | Groot Brittannië Emma Finucane Katy Marchant Sophie Capewell | 45.186 | 6 augustus 2024 | Parijs |